# Casper, la primera aventura
Casper, la primera aventura es una de las secuelas de las historias de Casper. En esta ocasión Casper ayudará a Chris a demostrar que los fantasmas existen, y salvar una vieja mansión, morada de espíritus, de ser destruida por el padre de Chris, constructor. La película no representa una continuación de la anterior, de 1995, y aunque fue promocionada como una precuela, tampoco mantiene la continuidad con la primera película.

## Argumento
Chris es un chico solitario y sin amigos, pues pasa el día centrado en su propio mundo de cómics e historias de fantasmas. Su padre nunca le presta la atención necesaria. Por otra parte, Casper acaba de convertirse en fantasma y, desorientado, es botado del tren que lleva a los fantasmas a las clases de entrenamiento previstas, dando a parar a la vida de Chris. Chris se hace amigo de Casper, aunque no era al primer fantasma que conocía; también vio en numerosas ocasiones al "Trío Fantasmal" formado por Látigo, Tufo y Gordi, que habitan la mansión Applegate. Chris presenta a Casper al trío, para que estos se ocupen de su iniciación. Por otra parte, el padre de Chris quiere derribar la histórica mansión pese a las continuas protestas del pueblo, encabezadas por Sheila, la profesora de Chris. Comienza a correrse el rumor de que la morada es habitada por fantasmas, pero el padre de Chris, decide instalar explosivos dentro de la mansión, y volarla sin que nadie se oponga. Sin embargo, Chris, enfadado con su padre por su falta de atención, se fuga de casa y unos jóvenes matones lo encierran en la mansión. Cuando su padre y Sheila se dan cuenta de que Chris está en la casa y esta va a volar, hacen todo lo posible por sacarle de la mansión, lo cual conseguirán con la ayuda de Casper, demostrando a su padre y a todo el pueblo que los fantasmas existen. La mansión no explotó y a Casper se le perdonó el curso de iniciación para fantasmas gracias a su labor, por la cual fue conocido como "Casper, el fantasma bueno".

## Reparto
- Steve Guttenberg - Tim Carson
- Lori Loughlin - Sheila Fistergraff
- Rodney Dangerfield - Mayor Johnny Hunt
- Michael McKean - Bill Case
- Brendon Ryan Barrett - Chris Carson
- Richard Moll - Principal Rabie

### Voces
- Jeremy Foley - Casper
- James Ward - Stretch
- Jess Harnell - Fatso
- Bill Farmer - Stinkie
- James Earl Jones - Kibosh
- Pauly Shore - Snivel

## Banda Sonora Original
1. Casper, The Friendly Ghost - Kc & The Sunshine Band
2. Love Sensation - 911
3. Back To Where We Started - Worlds Apart
4. Delicious - Shampoo
5. Mansize Rooster - Supergrass
6. Best Friend - Ctfg
7. I'm Not Alone - Ellen ten Damme
8. Kandy Pop - Bis
9. I Wanna Be With You - Backstreet Boys
10. Spooky Madness - Big Bad Voodoo Daddy
11. No One Lives Forever - Oingo Boingo
12. Big Bomb Bomb - Whitey Don
13. Don't Worry, Be Happy - Bobby McFerrin
14. You're in Trouble - CTFG